# Journal of Solid State Chemistry
Das Journal of Solid State Chemistry, abgekürzt J. Solid State Chem.,  ist eine wissenschaftliche Fachzeitschrift, die vom Elsevier-Verlag veröffentlicht wird. Die erste Ausgabe erschien im Jahr 1969. Derzeit erscheint die Zeitschrift mit zwölf Ausgaben im Jahr. Es werden Artikel veröffentlicht, die sich mit chemischen Fragen des Festkörperzustandes beschäftigen.
Der Impact Factor lag im Jahr 2014 bei 2,133. Nach der Statistik des ISI Web of Knowledge wird das Journal mit diesem Impact Factor in der Kategorie anorganische Chemie an 13. Stelle von 44 Zeitschriften und in der Kategorie physikalische Chemie an 72. Stelle von 139 Zeitschriften geführt.